# Tromba marina

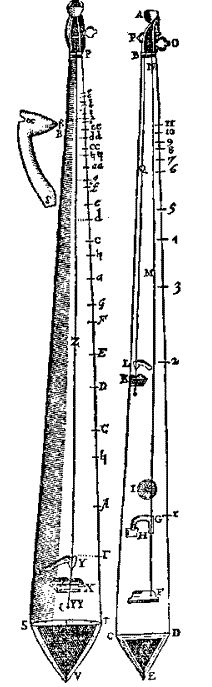
Tromba marina Marin Mersenne L'Harmonie universelle című könyvében (Párizs, 1636.)

A tromba marina (olasz nevének jelentése ’tengeri trombita’) vagy apácahegedű (német Nonnengeige, még Nonnentrompete, Marientrompete) egy egyhúros vonós hangszer. Hangja a trombitához hasonló, annak helyettesítésére is használták apácakolostorokban.

## Leírása
Háromszög alapú, elnyújtott csonka gúlához hasonló, talprészén gyakran nyitott, fából készült testéhez rövid nyakszerű rész, majd vályús hangolófej csatlakozik. Hosszúsága két méter, vagy annál is több. Legtöbbször egyetlen bélhúr fut végig a hangszer hosszában, ami egy két talpú, a hegedűéhez hasonló húrlábon törik meg. A láb aszimmetrikus, egyik talpa a tetőre támaszkodik, a másikat kicsiny rés választja el a tetőtől. A húrláb úgy van kiegyensúlyozva, hogy játék közben a hangrezgés ütemére ez a talp a tetőhöz csapódik, nagyon felhangdús, a trombitához hasonló, recsegő hangot adva. A csapódás helyén gyakran keményebb anyagot, elefántcsont vagy üvegberakást alkalmaztak. Időnként együttrezgő húrokkal is felszerelték.

## Megszólaltatása
Játék közben a hangszert a vállnak döntve, ferde helyzetben tartják. A vonós hangszerek többségétől, például a csellótól eltérő módon a vonó fölül, a nyaknál érinti a húrokat, a bal kéz pedig alul, a testnél. A különböző hangmagasságokat itt nem a húr fogólapra való leszorításával érik el, hanem csak megérintésével, a hosszú, mély hangra hangolt húr különböző rezgési móduszainak, üveghangjainak megszólaltatásával. Az, hogy a hangszer hangkészletét a természetes felhangsor adja, szintén a (natúr)trombitához teszi hasonlatossá. Ha a húr hangolása kontra C, akkor az egyvonalas oktávban c' -től c" -ig a diatonikus hangsorhoz közel álló hangkészlet érhető el.

## Története
Ábrázolása legelőször egy 12. századi francia szobron fordul elő. Ebben az időben a francia szövegekben felbukkan a monochorde d'archet, ’vonós monochord’ kifejezés is, ami ilyen hangszert jelölhetett. A 15. századtól kezdve elsősorban Németországban, apácakolostorokban használták a trombita helyettesítésére, mivel a kor erkölcsei a nők számára tiltották a fúvós hangszerek használatát. Rejtélyes elnevezése is ezzel hozható összefüggésbe, a francia trompette marine vagy az olasz tromba marina a német Marien-Trompete elnevezés félreértéséből adódhatott. A 18. századig volt használatban.

## Külső hivatkozások
- Tanulmány angolul a tromba marináról
- Ismertető a hangszerről németül